# Ruby Cruz
Ruby Cruz (née le 31 mars 2000) est une actrice américaine. Elle a joué dans divers courts métrages et séries, notamment Mare of Easttown, The Jump, Spin, Aging Out,  

## Biographie
En 2018, Cruz a joué la version plus jeune d'Annie Wilkes interprétée par Lizzy Caplan dans Castle Rock. Cruz a reçu les éloges de TVLine pour la façon dont elle a capturé le caractère physique de la performance de Caplan. En 2020, Cruz est apparue dans la saison 10 de Blue Bloods. En 2021, Ruby Cruz est apparue dans la série dramatique HBO Mare of Easttown dans le rôle de Jess Riley.
En Mars 2021, Cruz a été annoncé comme ayant le rôle de Kit dans la série Disney+ Willow pour remplacer Cailee Spaeny.
Elle joue le rôle d'Hazel dans le film de la réalisatrice Emma Seligman Bottoms sorti en 2023.

## Vie privée
Ruby Cruz s'identifie comme queer,.

## Filmographie

### Télévision
| Année     | Titre                          | Rôle           | Remarques             |
| --------- | ------------------------------ | -------------- | --------------------- |
| 2019      | Castle Rock                    | Annie jeune    | 2 épisodes            |
| 2020      | Blue Bloods                    | Amanda Webster | Saison 10, épisode 12 |
| 2021      | Mare of Easttown               | Jess Riley     | 6 épisodes            |
| 2022      | Willow                         | Kit Tanthalos  | 8 épisodes            |
| 2024-2025 | The Sex Lives of College Girls |                |                       |

### Cinéma
| Année | Titre   | Rôle  |
| ----- | ------- | ----- |
| 2023  | Bottoms | Hazel |

### Courts métrages
| Année | Titre            | Rôle       |
| ----- | ---------------- | ---------- |
| 2018  | Aging Out        | June       |
| 2018  | The Jump         | Luna       |
| 2019  | Spin             | L'écolière |
| 2020  | God Is a Lobster | Bea        |